# Chitra Dewi
Chitra Dewi, właśc. Roro Patma Dewi Tjitrohadikusumo (ur. 26 stycznia 1934 w Cirebon, zm. 28 października 2008 w Tangerang) – indonezyjska aktorka i reżyserka filmowa. Była jedną z czterech indonezyjskich reżyserek, które rozwinęły swoją karierę przed 1998 rokiem.
W trakcie swojej kariery zebrała szereg nagród. W 2007 r. otrzymała nagrodę za całokształt dorobku na Festival Film Bandung (FFB).

## Życie i kariera
Chitra Dewi urodziła się jako Rara Patma Dewi Tjitrohadikusumo w Cirebonie, na Jawie Zachodniej, 26 stycznia 1930 roku. Ukończyła szkołę średnią.
Dewi zadebiutowała na dużym ekranie w 1955 roku w filmie Tamu Agung (Wysoki Gość), satyrycznej komedii politycznej w reżyserii Usmara Ismaila dla Perfini. Jednakże jej rozpoznanie nastąpiło rok później, gdy zagrała w muzycznym filmie Tiga Dara (Trzy Panny) obok Mieke Wijaya i Indriati Iskak dla tej samej firmy. Film ten stał się największym komercyjnym sukcesem Perfini i zainspirował serię konkursów na podobieństwo, w których kobiety starały się naśladować tytułowe trzy siostry z filmu, śledzące życie miłosne trzech sióstr żyjących z babcią. Według historyka filmowego Misbacha Yusa Birana, Dewi uchodziła za idealną indonezyjską kobietę: łagodną i wyważoną.
Dewi pozostawała z Perfini przez lata 60., pojawiając się w takich filmach jak Djendral Kantjil (Generał Dzikozając, 1958) i Pedjuang (Wojownicy o Wolność, 1960); ten ostatni film został wyświetlony w konkursie na 2. Międzynarodowym Festiwalu Filmowym w Moskwie w 1961 roku. Grała także na scenie w przedstawieniach Narodowej Akademii Teatralnej w Dżakarcie. W międzyczasie zaczęła występować w filmach innych firm, takich jak Persari (Wakacje na Bali, 1962), Panah Mas Film (Bing Slamet Wędruje [Bing Slamet Wanders], 1962), i Agora Film (począwszy od Lembah Hidjau [Zielona Dolina, 1963] do Darah Nelajan [Krew Rybaka, 1965]).

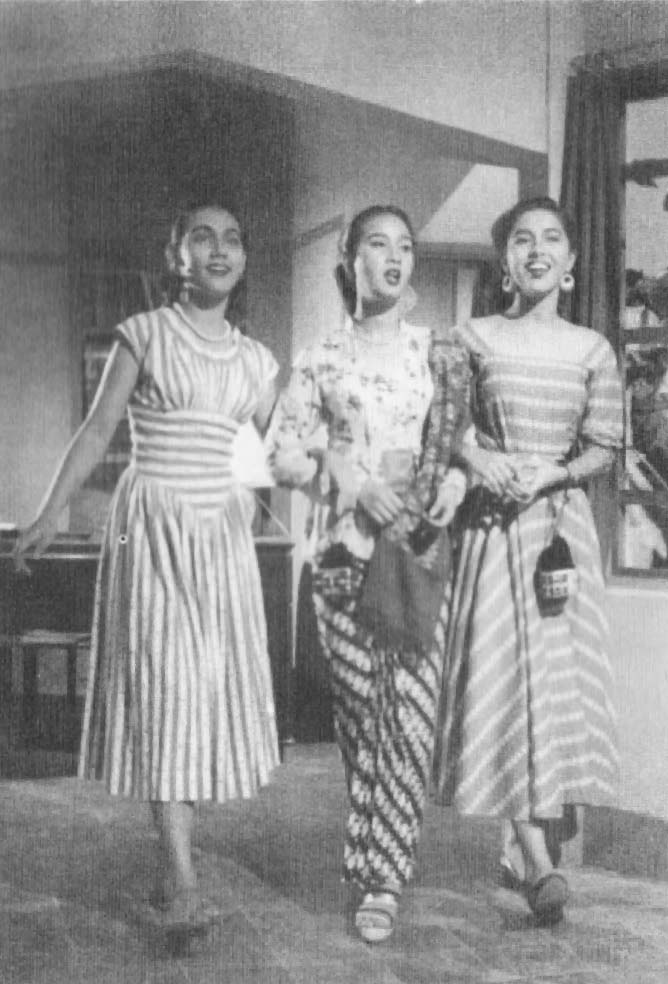
Indriati Iskak, Chitra Dewi, i Mieke Wijaya w Tiga Dara

Pod koniec lat 60., będąc nadal aktywną jako aktorka, Dewi zaczęła angażować się w produkcję filmową. Założyła własną firmę produkcyjną filmów, Chitra Dewi Film Production, i w 1967 roku wyprodukowała swój pierwszy film: 2 X 24 Djam (2 x 24 godziny). Firma ta wyprodukowała kolejne pięć filmów, w tym trzy wyreżyserowane przez samą Dewi: Bertjinta dalam Gelap (Miłość w Ciemności), Dara-Dara (Panny), i Penunggang Kuda Dari Tjimande (Jeździec z Cimande) (wszystkie 1971). Te filmy nie odniosły sukcesu, i Dewi skupiła się następnie na aktorstwie. W 1971 roku została uhonorowana przez Związek Dziennikarzy Indonezji za swoją rolę w Nji Ronggeng (Ronggeng, 1969).
W latach 70. i 80. Dewi grała głównie role drugoplanowe, m.in. w romansie Freda Younga Putri Solo (Córka Solo, 1974), dramacie Asrula Sani Kemelut Hidup (Kłopoty Życia, 1977), oraz dramacie Wahyu Sihombinga Gara-gara Isteri Muda (Z powodu Młodej Żony, 1977). Za ten ostatni film otrzymała Nagrodę Citra dla Najlepszej Aktorki Drugoplanowej na Festiwalu Filmowym w Indonezji w 1979 roku. Dewi wystąpiła w kolejnych dwudziestu filmach w latach 80. i 90., kończąc swoją karierę aktorską filmem Pedang Ulung (Wielki Miecz) w 1993 roku, rok po otrzymaniu nagrody za całokształt twórczości od Narodowej Rady Filmowej. Otrzymała kolejną nagrodę za całokształt twórczości na Festiwalu Filmowym w Bandungu w 2007 roku.

## Śmierć i dziedzictwo
Dewi doświadczyła pogorszenia zdrowia w 2006 roku po śmierci Bambanga Samsudiego, jej najstarszego syna. W marcu 2008 roku spędziła dwa tygodnie w szpitalu Pondok Indah z powodu niedożywienia. Niestety, jej stan zdrowia się pogarszał, i o godzinie 14:00 czasu zachodnioindonezyjskiego (UTC +7) 28 października 2008 roku zmarła w domu swojego drugiego i najmłodszego dziecka, Agusa Erwina, w Południowej Dżakarcie, w wieku 78 lat. Została pochowana na cmentarzu Jabang Bayi w Cirebon, niedaleko swoich rodziców i syna.
Do 1998 roku tylko sześć reżyserek pojawiło się w indonezyjskim kinie; obok Chitry Dewi były to Ratna Asmara, Roostijati, Sofia W.D., Ida Farida i Rima Melati. Z tych reżyserek wszystkie, poza Faridą, miały wcześniejsze doświadczenie jako aktorki. Te reżyserki rzadko otrzymywały takie same uznanie jak ich męscy odpowiednicy, a aktorstwo pozostawało jedynym sposobem dla kobiet w branży na zostanie zauważonym.
Od upadku Suharto w 1998 roku liczba reżyserek znacząco wzrosła. Kilka z nich zdobyło uznanie na szczeblu krajowym i międzynarodowym. Najwcześniejszymi przedstawicielkami tej generacji są Mira Lesmana i Nan Achnas, które współpracowały z innymi reżyserami w filmie Kuldesak (1999). Inne przykłady to Nia Dinata, której dwa filmy, Ca-bau-kan (Kurtyzana, 2002) i Berbagi Suami (Miłość do Dzielenia, 2006), zostały zgłoszone do Nagrody Akademii w kategorii Najlepszy Film Nieanglojęzyczny; oraz Djenar Maesa Ayu, której film Mereka Bilang, Saya Monyet! (Mówią, że jestem małpką!, 2008) znalazł się na kilku listach najlepszych indonezyjskich filmów roku 2008.

## Filmografia
Podczas pięćdziesięcioletniej kariery Dewi wystąpiła w ponad osiemdziesięciu filmach. Produkowała cztery filmy, wyreżyserowała trzy, oraz napisała scenariusz do dwóch z nich. Dewi była również aktywna w telewizji, występując m.in. w serialach takich jak Dr. Sartika (1989–1991), Jendela Hati (1994), Kedasih (1995) oraz Dua Pilar (1997).

### Jako część ekipy filmowej
- 2 X 24 Djam (1967; producent)
- Samiun dan Dasima (1970; producent)
- Bertjinta dalam Gelap (1971; reżyserka, producent, scenarzystka)
- Dara-Dara (1971; reżyserka i scenarzystka)
- Penunggang Kuda Dari Tjimande (1971; reżyserka, producentka, edytorka)

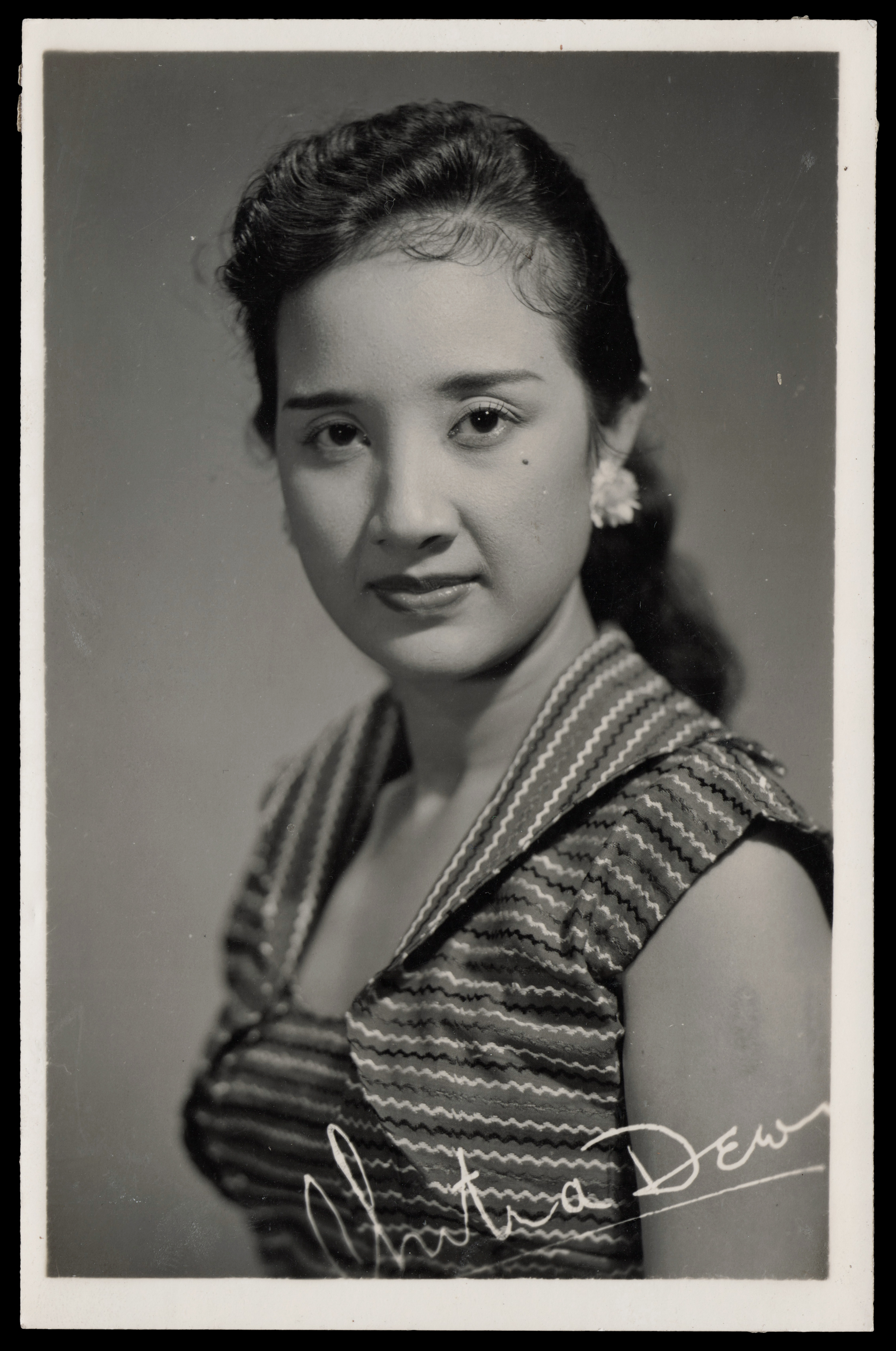
Pocztówka z autografem Chitry Dewi

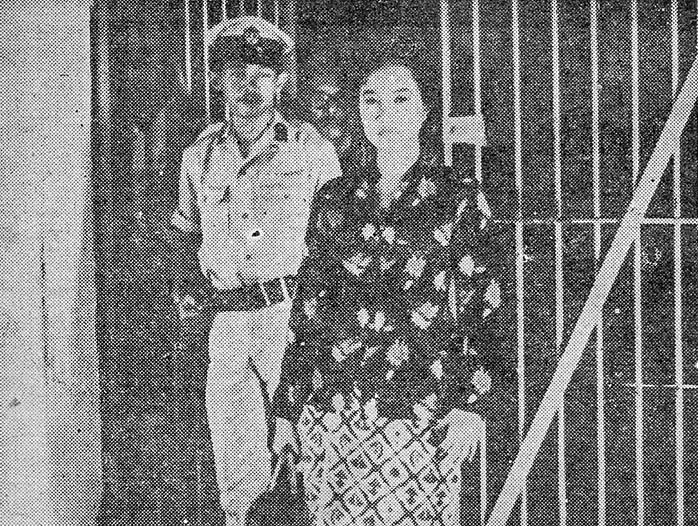
Chitra Dewi w filmie Melati Dibalik Terali (Jaśmin za kratami), 1962

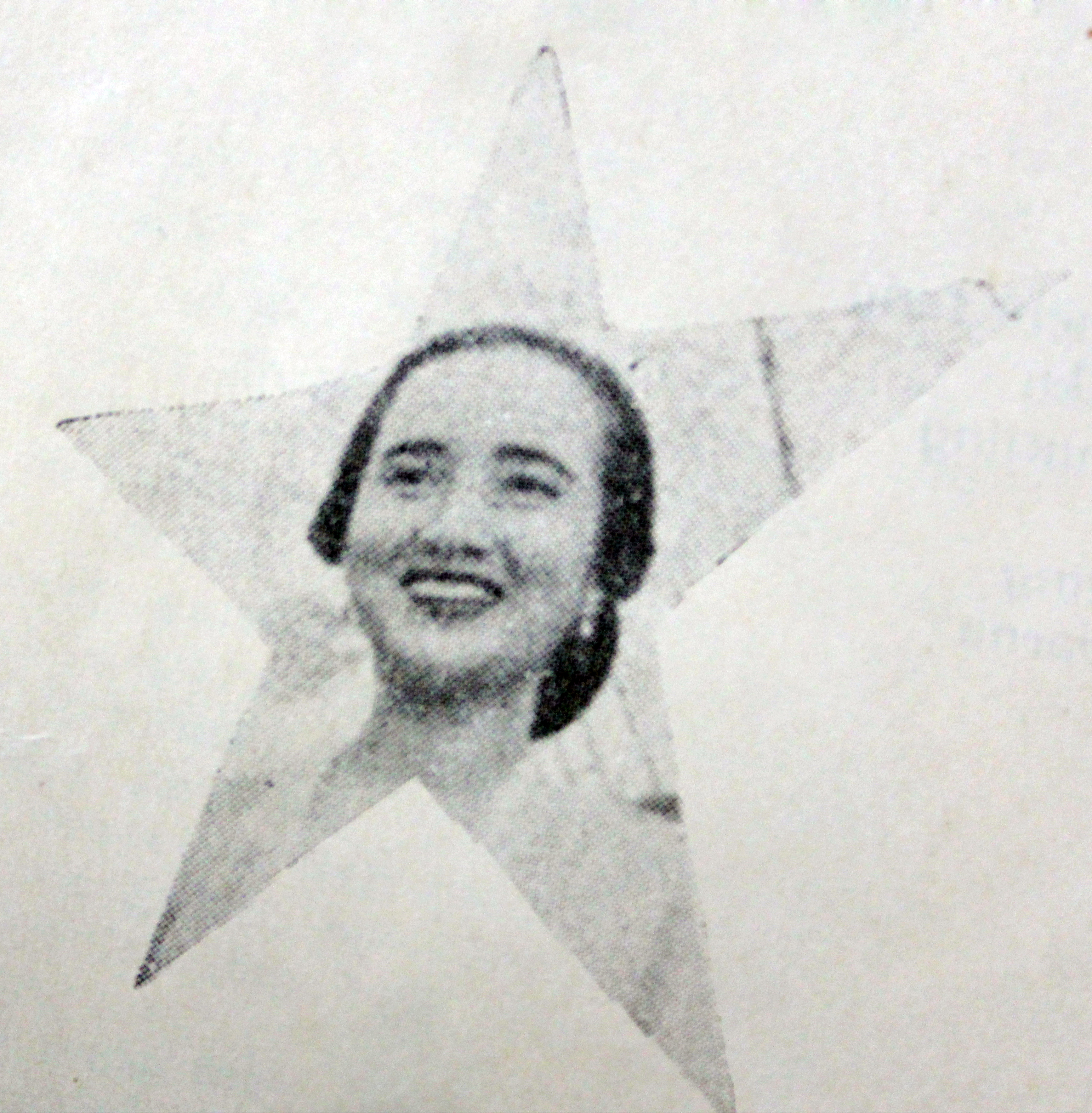
Chitra Dewi na fotografi promocyjnej

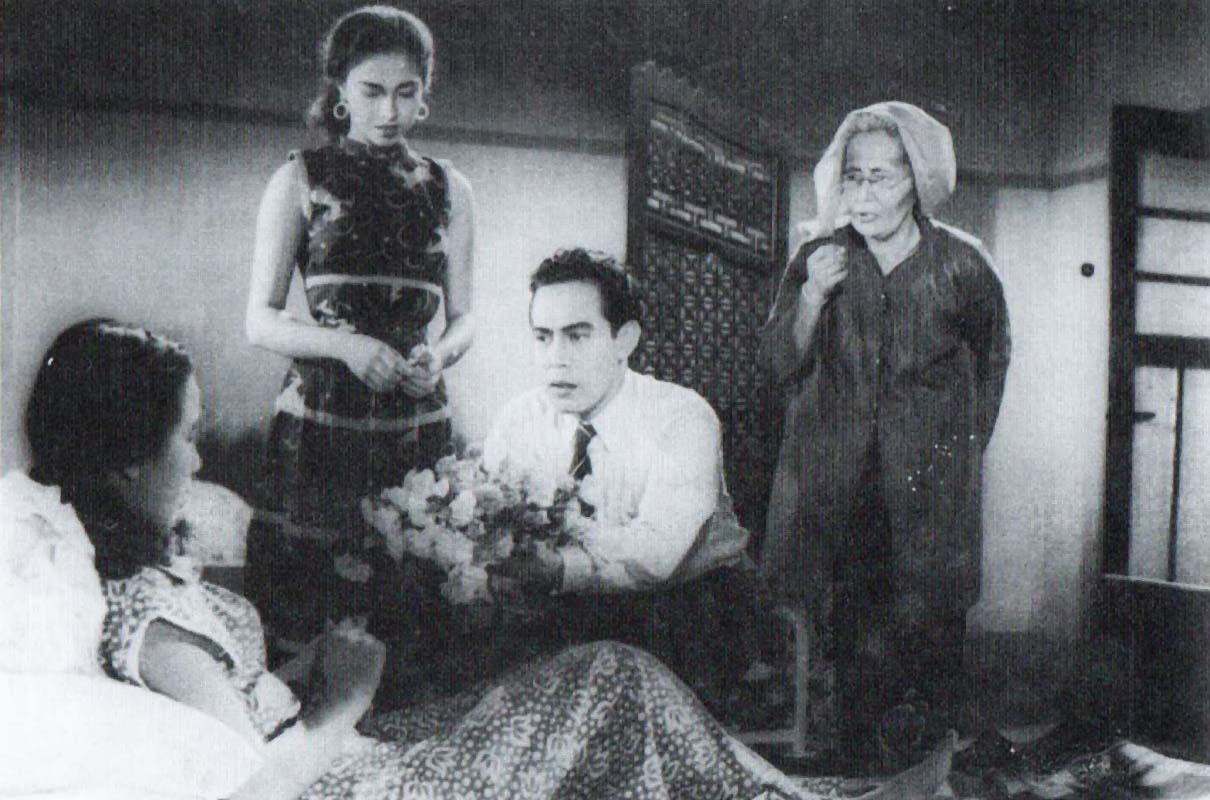
Rendra Karno wręcza kwiaty Chitrze Dewi, w tle Fifi Young i Mieke Widjaja. Film Tiga Dara

### Jako aktorka
- Tamu Agung (1955)
- Djuara 1960 (1956)
- Tiga Dara (1956)
- Delapan Pendjuru Angin (1957)
- Tiga Buronan (1957)
- Djendral Kantjil (1958)
- Pak Prawiro (1958)
- Asrama Dara (1958)
- Habis Gelap Terbitlah Terang (1959)
- Pedjuang (1960)
- Ratu-ratu Rumah Tangga (1960)
- Tjita-Tjita Ajah (1960)
- Tak Terduga (1960)
- Djumpa Diperjalanan (1961)
- Melati Dibalik Terali (1961)
- Holiday in Bali (1962)
- Bing Slamet Merantau (1962)
- Lembah Hidjau (1963)
- Semusim Lalu (1964)
- Darah Nelajan (1965)
- Bunga Putih (1966)
- Gita Taruna (1966)
- 2 X 24 Djam (1967)
- Nji Ronggeng (1969)
- Hidup, Tjinta dan Air Mata (1970)
- Romansa (1970)
- Samiun dan Dasima (1970)
- Penunggang Kuda dari Tjimande (1971)
- Ratna (1971)
- Belas Kasih (1973)
- Bulan di Atas Kuburan (1973)
- Bobby (1974)
- Aku Mau Hidup (1974)
- Ali Baba (1974)
- Pengorbanan (1974)
- Putri Solo (1974)
- Prahara (Betinanya Seorang Perempuan) (1974)
- Maria, Maria, Maria (1974)
- Suster Maria (1974)
- Sayangilah Daku (1974)
- Bunga Roos dari Cikembang (1975)
- Chicha (1976)
- Ganasnya Nafsu (1976)
- Terminal Terakhir (1977)
- Kemelut Hidup (1977)
- Rahasia Seorang Ibu (1977)
- Ateng Bikin Pusing (1977)
- Yoan (1977)
- Gara-gara Isteri Muda (1977)
- Terminal Cinta (1977)
- Semau Gue (1977)
- Duo Kribo (1977)
- Rhoma Irama Berkelana I (1978)
- Rhoma Irama Berkelana II (1978)
- Begadang (1978)
- Si Ronda Macan Betawi (1978)
- Gadis Kampus (1979)
- Mencari Cinta (1979)
- Kabut Sutra Ungu (1979)
- Remaja-remaja (1979)
- Perjuangan dan Doa (1980)
- Amalia SH (1981)
- Bukan Impian Semusim (1981)
- Nila di Gaun Putih (1981)
- Si Pitung Beraksi Kembali (1981)
- Sekuntum Mawar Putih (1981)
- Bawalah Aku Pergi (1981)
- Simphony yang Indah (1981)
- Mendung Tak Selamanya Kelabu (1982)
- Rumput-Rumput yang Bergoyang (1983)
- Kadarwati (1983)
- Dia Sang Penakluk (1984)
- Sebening Kaca (1985)
- Takdir Marina (1986)
- Pendekar Bukit Tengkorak (1987)
- Saur Sepuh (Satria Madangkara) (1988)
- Jurus Dewa Naga (1989)
- Rio Sang Juara (1989)
- Turangga (1990)
- Pengantin Remaja (1991)
- Pedang Ulung (1993)